# Ramat Gan
Ramat Gan (en hebreu: רמת גן, alts del jardí) és una ciutat d'Israel propera a Tel-Aviv, Giv'atayim i Bené-Berac. Forma part del districte de Tel-Aviv i de l'àrea metropolitana de Gush Dan. La ciutat acull l'estadi nacional de futbol, la Universitat Bar-Ilan, el Centre Mèdic Sheba (Tel HaShomer) i un parc nacional. Té una de les borses de diamants més importants del món i l'edifici més alt del país. D'acord amb el seu nom, el 25% de Ramat Gan és zona verda.
Ramat Gan fou fundada el 1921 com a moixav, una colònia comunitària, centrada en la producció agrícola. Després d'haver-se anat expandint comercialment i en nombre d'habitants, va ser declarada ciutat el 1950. Segons l'Oficina Central d'Estadística d'Israel (CBS), l'any 2001 Ramat Gan obtingué una puntuació de 8 sobre 10 en desenvolupament econòmic. L'any 2000, un 70,9% dels estudiants d'últim curs de secundària van graduar-se i el salari mensual mitjà era de 6.995 nous shequels (al canvi del 2 de gener de 2000, 1.677 euros).

## Història
Ramat Gan es fundà el 1921 en uns terrenys adquirits el 1918 com a moixav, una colònia sionista d'estil socialista. La ciutat, fins al 1923, es deia Ir Ganim (en hebreu, עיר גנים, ciutat jardí). Amb el pas del temps, Ramat Gan perdé el caràcter agrari i l'economia evolucionà cap a un sistema més urbà i comercial. El 1926, el mandat britànic li concedí la categoria de consell local.
El 1950, Ramat Gan fou reconeguda com a ciutat pel jove estat d'Israel. Les infraestructures urbanes van créixer contínuament i es van anar construint el Centre Mèdic Sheba, l'estadi nacional, la Universitat Bar Ilan i la Borsa de Diamants (Diamond Exchange). L'estadi acull els Jocs Macabeus (això és, les Olimpíades jueves) cada quatre anys.

## Complex de la Borsa de Diamants

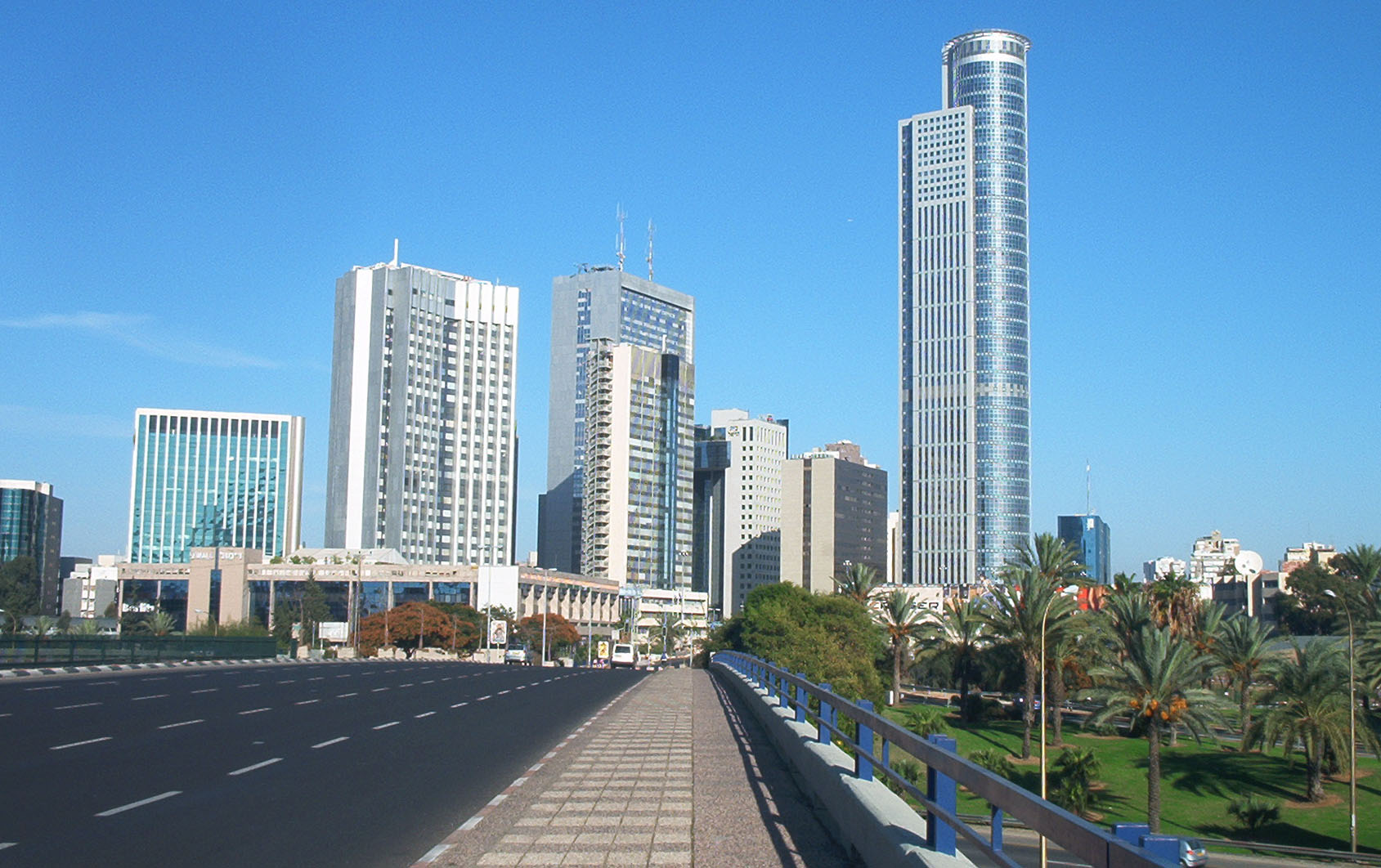
Els gratacels de Ramat Gan, vistos des de Tel-Aviv.

Aquesta àrea, al nord-oest de la ciutat, és coneguda per la concentració de gratacels, entre els quals hi ha el City Gate, que amb més de 240 metres és l'edifici més alt d'Israel, la Borsa de Diamants, un hotel Sheraton i moltes empreses de noves tecnologies. De nit, aquesta zona esdevé el centre regional de prostitució i de joc il·legal.

## Ciutats agermanades
- Breslau (Polònia)
- Estrasburg (França)
- Kassel (Alemanya)
- Londres-Barnet (Regne Unit)
- Main-Kinzig-Kreis (Alemanya)
- Phoenix (Arizona, EUA)
- Taoyuan (Taiwan)
- San Borja (Perú)
- Shenyang (Xina)
- Szombathely (Hongria)
- Weinheim (Alemanya)